# 磷的含氧酸
磷的含氧酸是任何由分子磷、氧和氢原子组成的酸的統稱。這類化合物的数量可能是无限的。有些是不稳定且仍未分离的，但所衍生的阴离子和有机官能团存在于稳定的盐和酯中。在生物学、地质学、工业和化学研究中，最重要的是磷酸，其酯和盐是磷酸鹽。
一般地，任何与氧原子键合的氢原子都是酸性的，所以–OH基会失去一个质子H+
並留下带负電荷的–O−
基，从而将酸转化为磷的含氧阴离子。每个额外丢失的质子都有一个相关的酸度系数Ka1、Ka2、Ka3 等，通常用其余对数表示（pKa1、pKa2、pKa3等 ）。直接与磷键合的氢原子通常不是酸性的。

## 分类
磷的含氧酸可以根据磷原子的氧化态（从+1到+5不等）分类。氧原子的氧化態通常是-2，但如果分子含有过氧基，则它的氧化態可以是-1。

### 氧化态+1
- 次磷酸，H
3PO
2（或H
2PO(OH)），一种一元酸（意味着只有一个氢原子是酸性的）。其盐类和酯类称为次磷酸盐。

### 氧化态+3
- 亞磷酸，H
3PO
3（或HPO(OH)
2），一种二元酸（含有兩個酸性氢原子）。其盐类和酯类称为亚磷酸盐。

### 氧化态+4
- 连二磷酸，H
4P
2O
6（或(HO)
2P–P(OH)
2）。所有四个氢原子都是酸性的。它的盐和酯是连二磷酸盐。

### 氧化态+5
這一類中最重要的酸是磷酸，其中每个磷原子与四个氧原子键合，之中有一个有双键，以四面体的角的形式排列。两个或多个PO
4四面体可以通过共同使用的单键氧连接，形成直链、支链、环或更复杂的结构。不共同使用的单键氧原子由酸性氢原子鍵合。它们的通式是Hn-x+2PnO3n-x+1 ，其中n是磷原子的数量， x是分子结构中的循环基底。
这些酸及其酯和盐（磷酸盐）包括一些最著名和最重要的磷化合物。
这一类中最简单的酸是
- 磷酸，又稱正磷酸， H
3PO
4（或OP(OH)

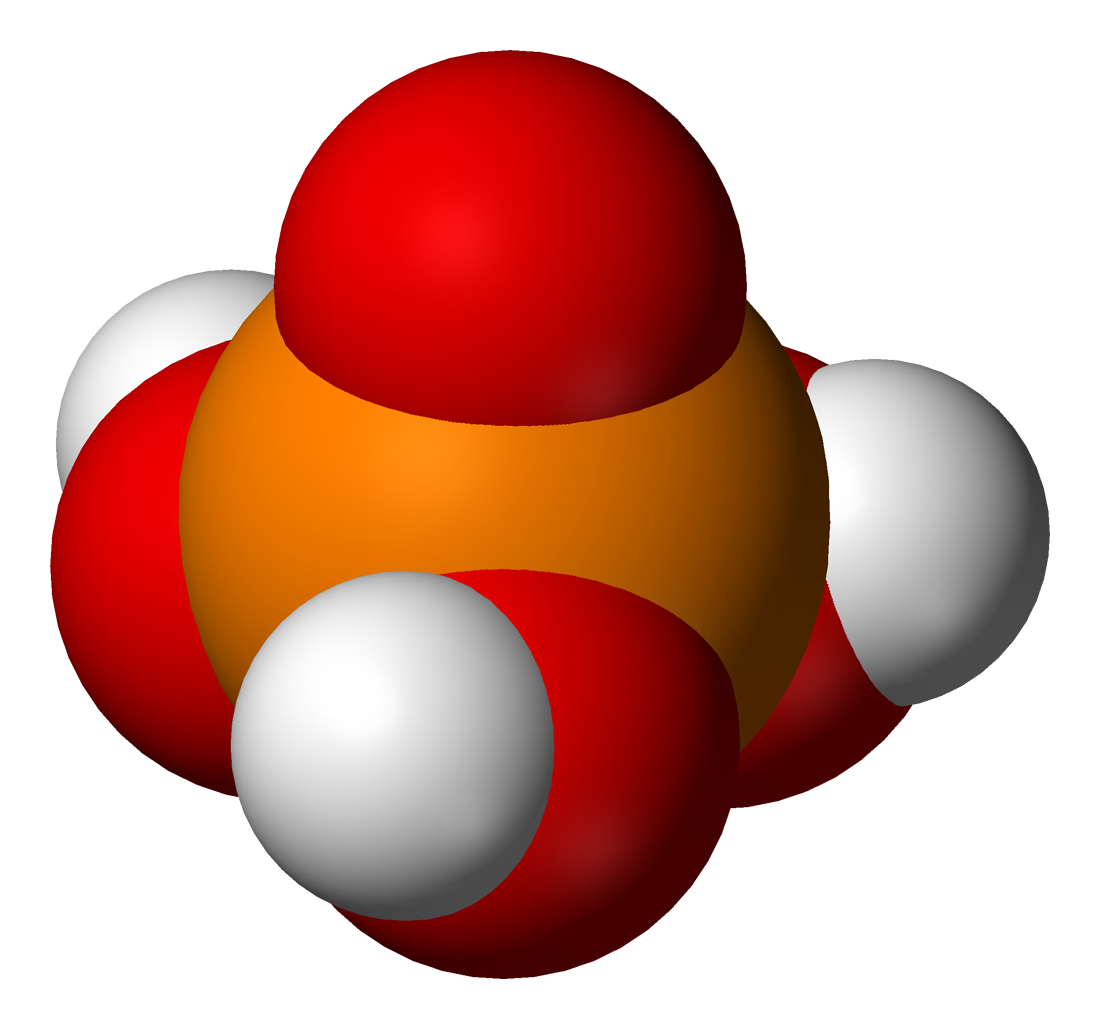
正磷酸，H_{3}PO_{4}。

3），一種三元酸。它會形成正磷酸盐和酯，通常称为磷酸盐。

這一類中具有两个或多个磷原子的最小化合物称为“低聚磷酸”，具有直鏈–P–O–主链的较大化合物称为“多聚磷酸”。两者之间没有明确的區別。一些最重要的酸是：
- 焦磷酸，H
4P
2O
7（或 (HO)
2P–O–P(OH)
2），具有四个酸氢原子。形成焦磷酸盐。
- 三聚磷酸， H
5P
3O
10（或(HO)
2P–O–P(OH)–O–P(OH)
2），具有五个酸性氢原子。形成三磷酸盐。
- 四聚磷酸，H
6P
4O
13（或(HO)
2P(–O–P(OH))2–O–P(OH)
2），具有六个酸性氢原子。形成四磷酸盐。

主鏈可以是分支的，如
- 三亞磷酸磷酸，H
6P
4O
13或P(O)(–OP(O)(OH)
2)3，四聚磷酸的支链异构体。

PO
4四面体可以连接形成闭合的-P-O-链，如
- 三偏磷酸，或环三磷酸，H
3P
3O
9（或(HPO
3)
3、(–P(O)(OH)–O–)3），一个具有三个酸性氢的环状分子。形成三偏磷酸盐和酯。

偏磷酸是含有一個環（(–P(O)(OH)–O–)n）的磷酸的統稱，其分子式为HPO
3。
- 焦磷酸
H
4P
2O
7
- 三聚磷酸
H
5P
3O
10

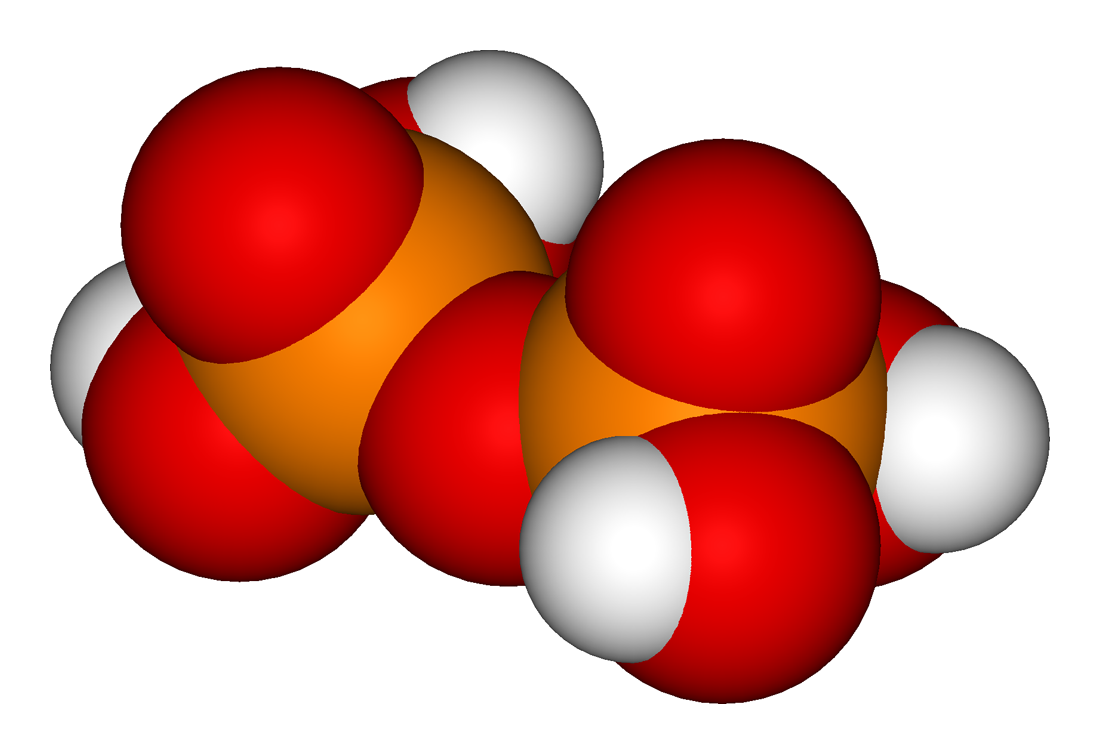
焦磷酸 H_{4}P_{2}O_{7}
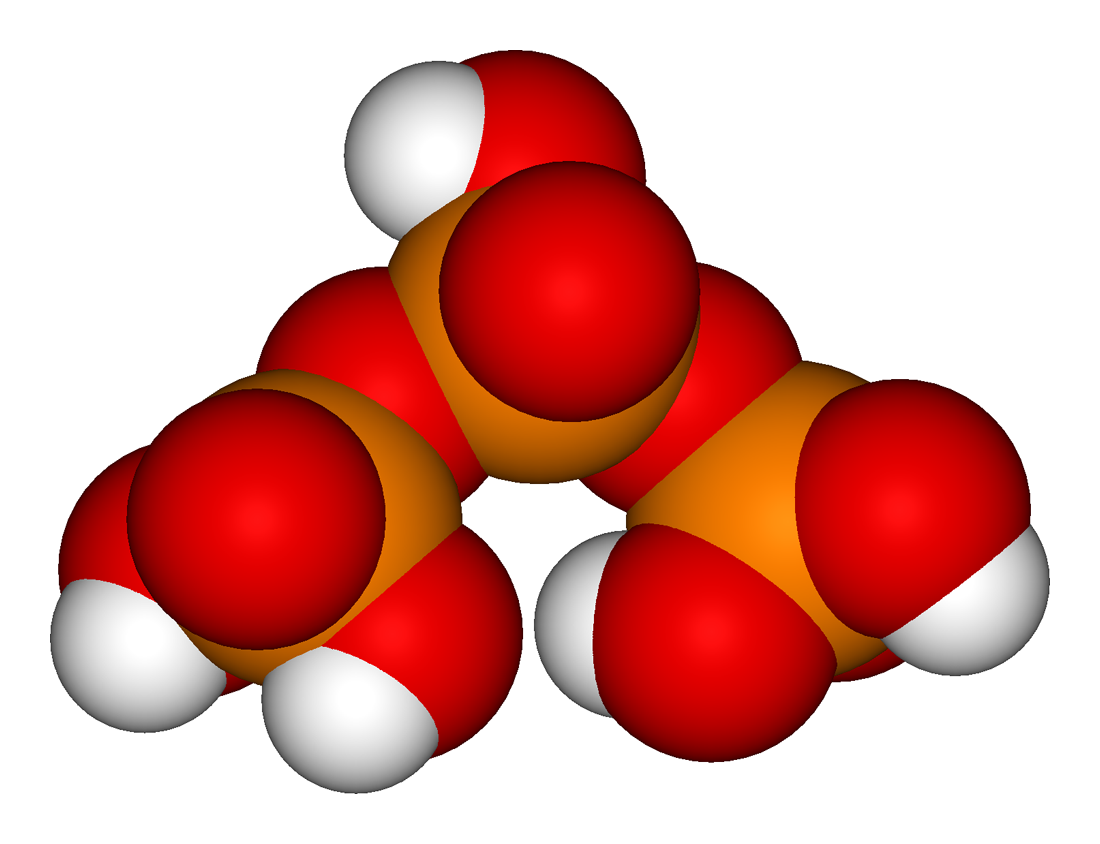
三聚磷酸 H_{5}P_{3}O_{10}
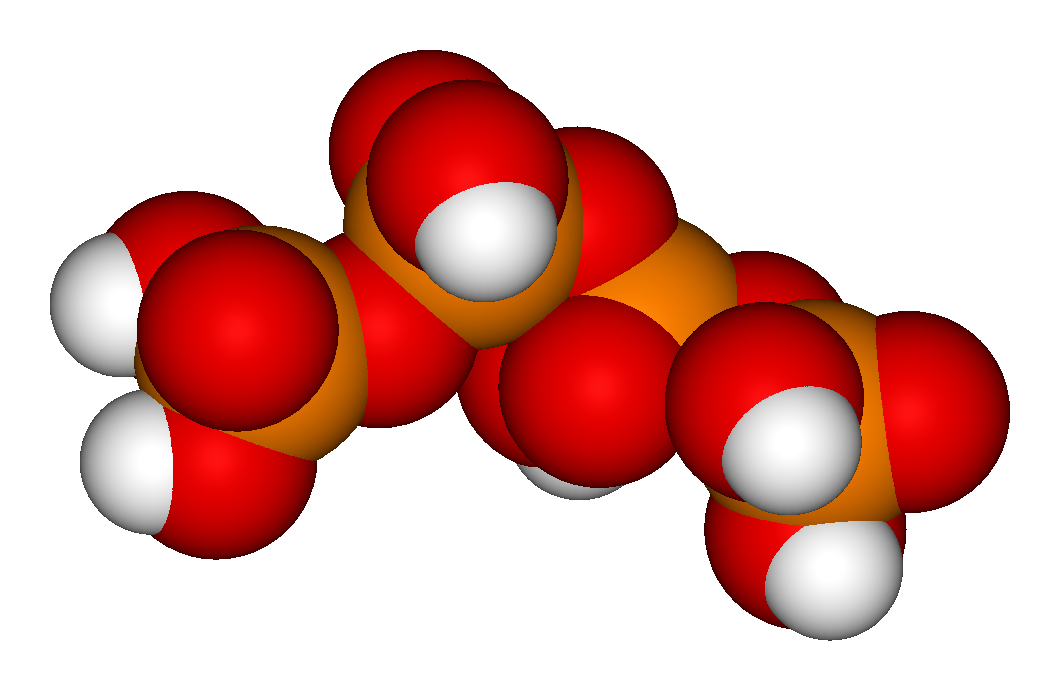
四聚磷酸 H6P4O13
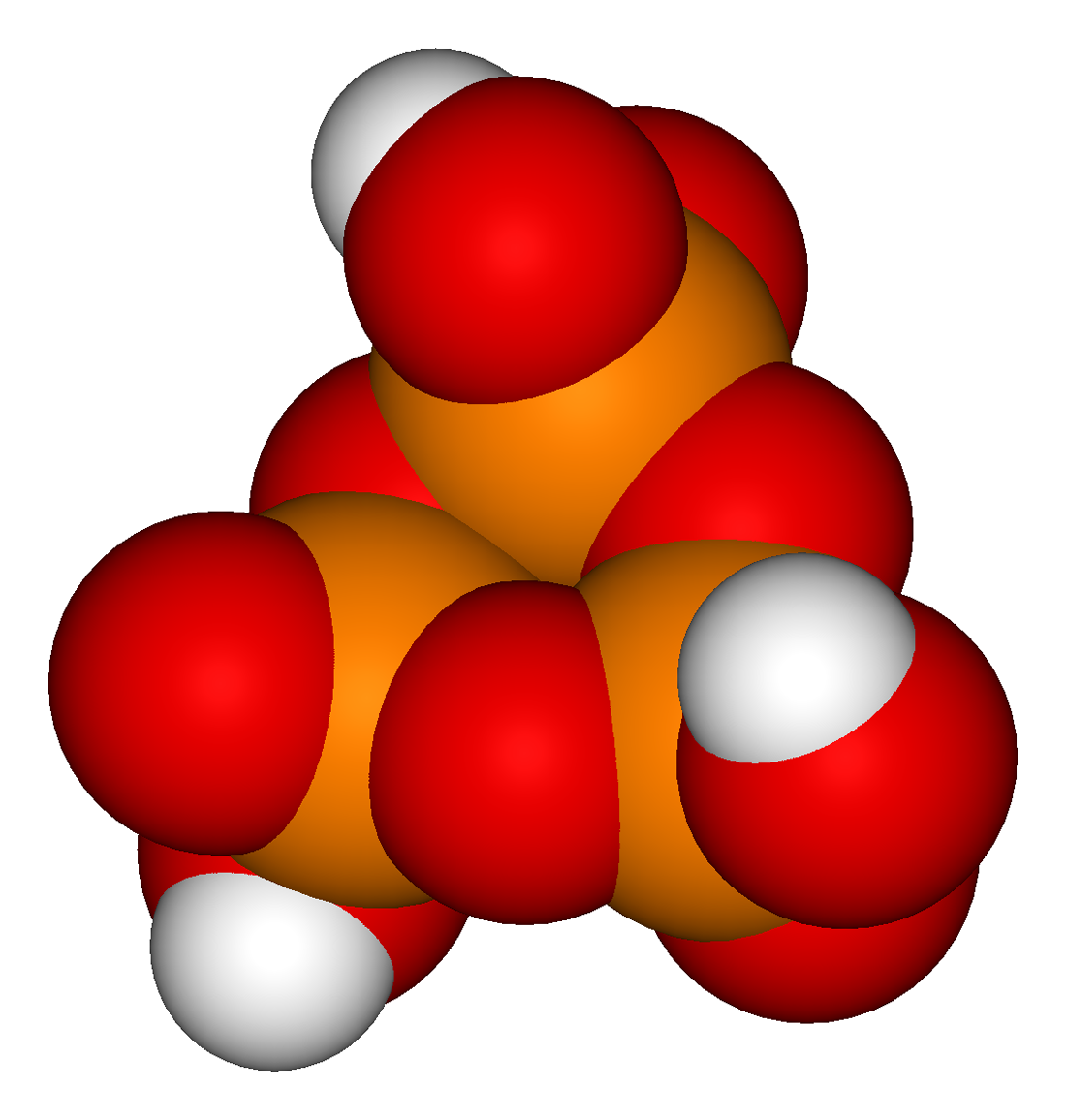
三偏磷酸 H
3P
3O
9

另一個可以屬於這一類的化合物是
- 过氧磷酸，H3PO5（或OP(OH)2(OOH)），可以視作其中一个羟基的氧原子被过氧基取代的单磷酸

### 多種氧化态

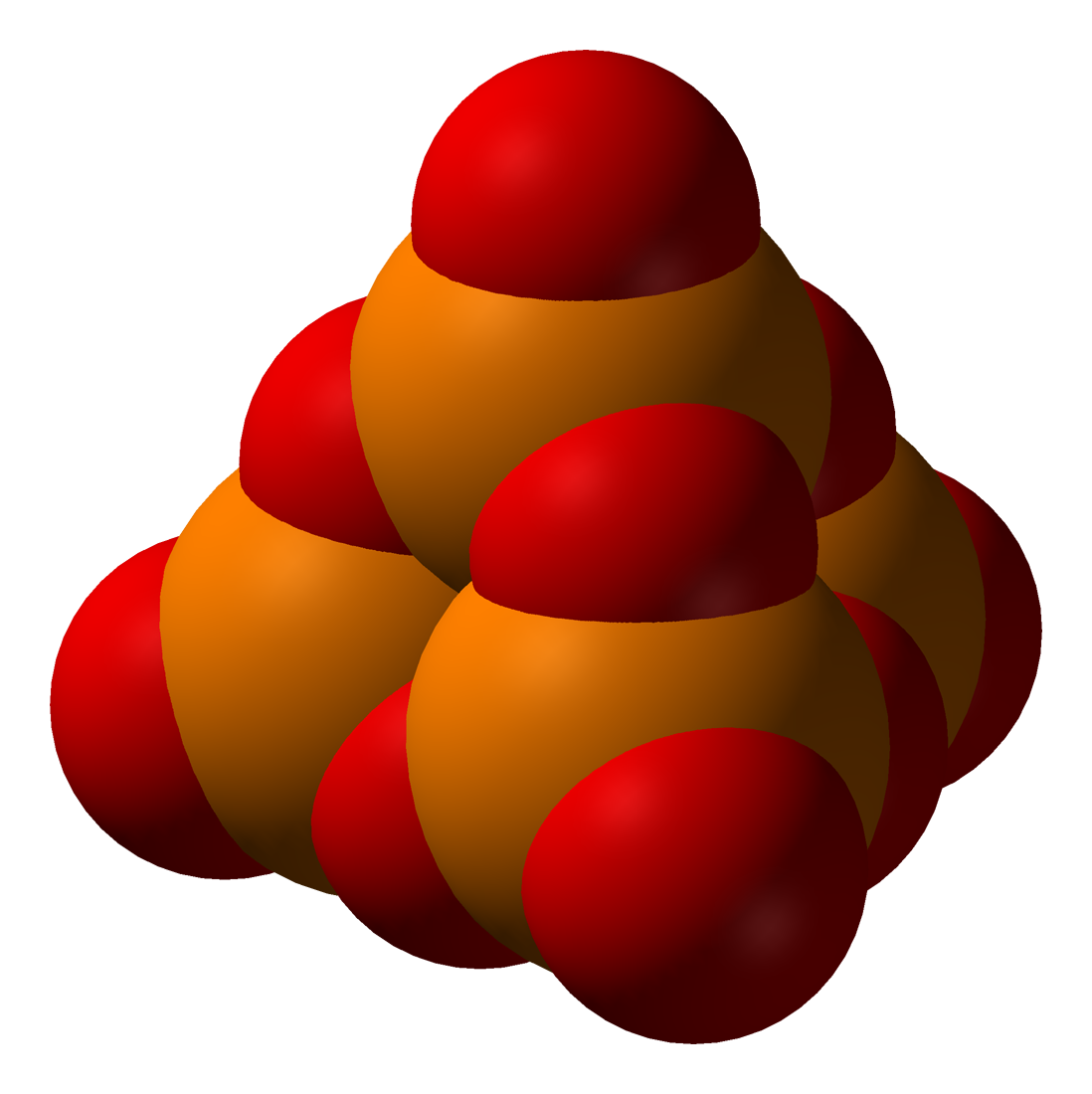
磷酸酐
P_{4}O_{10}

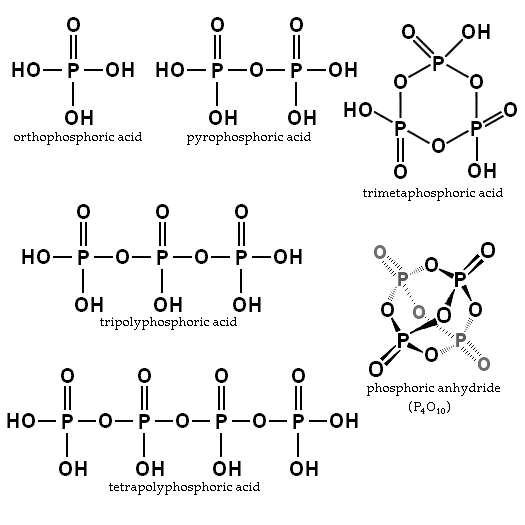
一些磷酸

一些磷的含氧酸具有两个或多个氧化态不同的磷原子。其中一個酸是
- 連二磷(III, V) 酸，H
4P
2O
6（或H(OH)(O)P−O−P(O)(OH)2），一种四元酸，是次磷酸的异构体，其中的磷原子的氧化態為+3和+5

## 進階閱讀
- (PDF). Biochemistry (Moscow). Mar 2000, 65 (3): 296–303. （原始内容 (PDF)存档于2011-08-25）.

## 外部鏈接
- Determination of Polyphosphates Using Ion Chromatography with Suppressed Conductivity Detection, Application Note 71 by Dionex
- US 3044851,Young, Donald C.,「Production of ammonium phosphates and product thereof」,发表于1962-07-17
- 醫學主題詞表（MeSH）：Phosphorus+Acids